# Харламов, Николай Николаевич
Харламов Николай Николаевич (1863, село Веретево Ковровского уезда Владимирской губернии — 1935, село Тименка, Палехский район Ивановской области) — художник иконописец; академик Императорской Академии художеств.

## Биография
Родился Николай Харламов в семье священника храма Смоленской иконы Божией Матери на погосте Веретево Николая Александровича Харламова. Окончил Владимирское духовное училище, затем поступил и обучался во Владимирской духовной семинарии, но в 1882 году уволен по собственному прошению. Учился в Императорской Академии художеств (ИАХ; 1883—1891). Получал медали ИАХ: две серебряные (1886), одну серебряную (1887), золотую медаль имени г-жи Лебрень «за экспрессию» и одну серебряную (1888). Окончил учебный курс (1888). Малая золотая медаль за программу «Ангел выводит апостола Петра из темницы» (1889). Звание классного художника II степени (1889).
В 1891 году художник отбывал воинскую повинность в городе Владимире, тем не менее и в годы службы не прекращал заниматься живописью.
С 1892 года Николай Харламов — директор Холуйской школы иконописи. На прошедшей в 1896 году Всероссийской выставке в Нижнем Новгороде работы учеников его школы обратили на себя особое внимание. Созданный ими образ Христа был настолько удачен, что Харламовым заинтересовалась комиссия, ведавшая внутренним убранством храма Воскресения Христова в Петербурге, и художник получил приглашение для участия в конкурсе на создание картонов для мозаик.
Харламов создал для убранства храма Воскресения Христова 42 картона (1897—1900), по которым были набраны мозаики «Пантократор», восемь серафимов, четыре евангелиста, четыре изображения ангелов со страстями, «Евхаристия», «Спас Эммануил», «Спас Благое Молчание», «Богоматерь», «Иоанн Предтеча», восемь изображений сил небесных (четыре варианта), «Христос во славе», восемь изображений ангелов, «Святой Василий Великий», «Святой Иоанн Златоуст», текст молитвы перед причастием, «Святые Кирилл и Мефодий», «Святые Стефан Пермский и Исаакий Далматский», фриз из серафимов, изображения серафимов и ангелов.
В 1910 году Николай Харламов был избран академиком ИАХ. Его иконописные работы, получившие широкое признание, имелись не только в российских церквях, но и в православных храмах различных европейских городов, например, в Вене, Варшаве. Так, в 1900 году он был привлечен А. П. Рябушкиным к созданию мозаик для собора Святого Александра Невского в Варшаве. За создание этих мозаик Н. Н. Харламов был награждён орденом Святого равноапостольного князя Владимира 4-й степени.
Последние годы жизни художник провёл в селе Тименка, расположенном в 19 км от Холуя (33,5 км по автодороге) и 6,5 км от Палеха (7 км по автодороге). Там же, в Тименке, он закончил свой жизненный путь в 1935 году, и был похоронен на приходском церковном кладбище.

## Работы

### Христос во славе
Тип: Мозаика
Описание: Композиция занимает всю сферическую поверхность большой апсиды. В центре её помещена вписанная в сияющую огненными всплесками Мандорлу удлинённая фигура Христа, несомого серафимами. Красивый, тёмный, со следами страданий, лик его суров. Весь он неподвижен, живут только глаза. Фигура Христа окутана в нежно-бирюзовый плащ, из-под которого видны рукава нежно-красного хитона. По краям композиции расположены две уравновешивающие её группы представителей небесного воинства. Благодаря тому, что мозаика располагается на изогнутой поверхности, между ней и пространством интерьера устанавливается совсем особое соотношение. Реальное пространство интерьера как бы вливается в углубление конхи. Изображённые фигуры вступают в контакт с этим пространством.
Сохранность: Удовлетворительная
Организация: Музей-памятник «Спас на Крови»

### Евхаристия
Тип: Мозаика
Описание: Широкий фриз с «Евхаристией», украшающий сильно вогнутую поверхность центральной апсиды, находится на небольшой высоте. Фигуры сознательно удлинены художником, чтобы нивелировать эффект при зрительном сокращении.
Сохранность: Удовлетворительная
Организация: Музей-памятник «Спас на Крови»

### Пантократор
Тип: Мозаика
Описание: В плафоне центрального шатра, согласно древней иконографии, расположено изображение Пантократора, напоминающее византийские образцы. Образ, созданный Н. Н. Харламовым, монументален: чёткие плавные линии, положенный не более, чем в двух оттенках цвет, стремление вернуться к известной схематичности, при которой основной психологический момент — глаза. Мозаика набрана кусочками смальты, которые чётко видны даже на большой высоте.
Сохранность: Удовлетворительная
Организация: Музей-памятник «Спас на Крови»

### Иоанн Креститель
Тип: Мозаика
Описание: В центре плафона юго-западной главы помещено погрудное изображение Иоанна Предтечи. Лик набран мальтой бежевых тонов, выразительность черт лица определяется чёрной линией, обрамляющей глаза, губы, нос.
Сохранность: Удовлетворительная
Организация: Музей-памятник «Спас на Крови»

### Богоматерь
Тип: Мозаика
Описание: Мозаика помещена в плафоне северо-западной главы. Богоматерь здесь представляет собой женский лик необыкновенной красоты, воспринимаемой скорее как романтический образ, а не каноническое изображение святой. Лицо овальное с округлыми щеками, нос слегка удлинённый с горбинкой. Волос не видно, так как их закрывает голубовато-бирюзовое покрывало, поверх него темно-фиолетовая, по краю расшитая золотом накидка, покрывающая голову и плечи. На накидке, в области головы и плеч три восьмиконечные звезды. Глаза Богоматери светло-коричневого, орехового цвета, но оттенённые бирюзовыми и фиолетовыми тонами, издали воспринимаются как фиалковые.
Сохранность: Удовлетворительная
Организация: Музей-памятник «Спас на Крови»